# Gare de Rezé-Pont-Rousseau
Gare de Rezé-Pont-Rousseau – stacja kolejowa w Rezé, w departamencie Loara Atlantycka, w regionie Kraj Loary, we Francji.
Jest to stacja Société nationale des chemins de fer français (SNCF) obsługiwana przez pociągi TER Pays de la Loire kursujących między Nantes, Pornic i Saint-Gilles-Croix-de-Vie. Jest to również węzeł intermodalny z możliwością przesiadki na linię 2 i 3 tramwajów w Nantes.